# ポール・ナッシー
ポール・ナッシー（Paul Naschy, 1934年6月6日 - 2009年12月1日）は、スペインのマドリード出身の俳優、映画監督、脚本家。

## 人物
狼男バルデマル・ダニンスキーに扮した狼男映画シリーズで1970年代に人気を博し、以後もホラーを中心に90本を超えるジャンル映画に出演している。
狼男の他にもドラキュラ伯爵、せむし男、ミイラ男などの古典的モンスターを好んで演じたことから、スペインのロン・チェイニー・ジュニアと呼ばれることもある。監督・脚本家としては、本名のハシント・モリーナとしてクレジットされる。
大の日本文化好きとしても知られており、日本との合作も2本ある。(『残虐！狂宴の館』では永島暎子と森次晃嗣が、『狼男とサムライ』では天知茂が出演。)
2009年12月1日、ガンのために逝去。75歳没。

## 代表作
- 吸血鬼ドラキュラ対狼男 (1967)　出演　(バルデマル・ダニンスキーシリーズ第1作)
- モンスター・パニック/怪奇作戦 (1970)　脚本/出演　(バルデマル・ダニンスキーシリーズ第2作)
- ワルプルギスの夜/ウルフVSヴァンパイア (1970)　脚本/出演　(バルデマル・ダニンスキーシリーズ第3作)
- La furia del hombre lobo (1972)　脚本/出演　(バルデマル・ダニンスキーシリーズ第4作)
- Dr.ジキルvs.狼男 (1972)　脚本/出演 (バルデマル・ダニンスキーシリーズ第5作)
- El gran amor del conde Drácula (1972)　出演
- 傴僂男ゴト/戦慄の蘇生実験 (1972)　脚本/出演
- El retorno de Walpurgis (1973)　出演 (バルデマル・ダニンスキーシリーズ第6作)
- ゾンビの怒り (1973)  脚本/出演
- ザ・ゾンビ　黒騎士のえじき (1973)　脚本/出演
- La orgía de los muertos (1973)　出演
- La venganza de la momia (1975)　脚本/出演
- Una libélula para cada muerto (1975) 脚本/出演
- La maldición de la bestia (1975)　脚本/出演 (バルデマル・ダニンスキーシリーズ第7作)
- Último deseo (1976)　出演
- 女の館 (1976)　出演
- デビルズ・ドッグ/エクソシストVS悪魔の全裸美女 (1977)　脚本/出演
- Inquisition (1977)　監督/脚本/出演
- 悪魔の死体蘇生人 (1978)　出演
- 怨霊/女帝エリザベスの復活 (1974)　監督/出演 (バルデマル・ダニンスキーシリーズ第8作)
- クリムゾン/血染めの脳移植 (1980)　出演
- 残虐!狂宴の館 (1980)　監督/製作総指揮/脚本/出演
- 怪獣島の秘密 (1980)　出演
- Latidos de Pánico (1983)　監督/脚本/出演
- 狼男とサムライ (1983)　監督/脚本/出演 (バルデマル・ダニンスキーシリーズ第9作)
- El aullido del diablo (1987)　監督/脚本/出演 (バルデマル・ダニンスキーシリーズ第10作)
- Licántropo: el asesino de la luna llena (1996)　出演 (バルデマル・ダニンスキーシリーズ第11作)
- Tomb of the Werewolf (2004)　出演 (バルデマル・ダニンスキーシリーズ第12作)
- コントラクト (2004)　脚本/出演
- ターミネーター2018 (2004)　出演

## 脚註
1. ↑  Fallece a los 75 años el actor Paul Naschy, icono del terror EL PAIS-COM 2009-12-1